# Корнелиано д'Алба
Корнелиа̀но д'А̀лба (на италиански: Corneliano d'Alba; на пиемонтски: Curnian, Курниан) е село и община в Северна Италия, провинция Кунео, регион Пиемонт. Разположено е на 204 m надморска височина. Населението на общината е 2091 души (към 2010 г.).